# Dealurile Racovițeni
Dealurile Racovițeni este o arie protejată (sit de importanță comunitară — SCI) din România, desemnată în scopul protejării biodiversității și menținerii într-o stare de conservare favorabilă a florei spontane și faunei sălbatice, precum și a habitatelor naturale de interes comunitar aflate în arealul zonei de protecție. Aceasta este întinsă pe o suprafață de 171,1 ha, integral pe uscat.

## Localizare
Centrul sitului Dealurile Racovițeni este situat la coordonatele 45°20′17″N 26°54′20″E / 45.337953°N 26.905492°E. Situl se întinde pe teritoriul administrativ al comunei Racovițeni din județul Buzău.

## Înființare
Situl Dealurile Racovițeni a fost declarat sit de importanță comunitară (ROSCI0404) în ianuarie 2016 pentru a proteja 2 specii de animale.

## Biodiversitate
Situată în ecoregiunea continentală, aria protejată nu include niciun habitat protejat.
La baza desemnării sitului se află mai multe specii protejate de  mamifere (2): dihor de stepă (Mustela eversmanii), popândău european (Spermophilus citellus).